# Singani (Comores)
Pour les articles homonymes, voir Singani.
Singani est une ville  des Comores touché par une éruption volcanique en avril 1977. Il se situe sur l'île de Grande Comore. Après l'éruption volcanique qui a ravagé plus de 57% du territoire, la ville de Singani formait des ravins, des roches montagneuses, l’éruption a touchée le Sud de la ville et  , qui rendait l'espace non seulement inconstructible mais aussi non viabilisable.
Ce n'est qu'en 1980 que l'élu de la circonscription de la région de Hambou, Soulé Abderemane, a obtenu après un combat acharné à l'assemblée nationale, un budget pour terrasser les montagnes rocheuses permettant aux singaniens de construire et de se réinstaller. Il faut noter au passage que Singani qui s'appelait « ndrubini », se situait auparavant au-dessus d'un village qui s'appelle Mbabani. En 1497, un volcan a détruit "Ndrubini" et les villageois sont partis s'installer sur l'actuel site de Singani.
Lors de ce terrassement, le député Soulé Abderemane a demandé qu'on réalise un terrain de football pour la jeunesse. Ce stade porte son nom "stade Abdérémane".